# Brian Banner
Il dottor Brian David Banner è un personaggio immaginario dei fumetti creato da Bill Mantlo e Sal Buscema, e la sua prima apparizione avviene in The Incredible Hulk vol. 2 (ottobre 1985) per i fumetti del Gigante Verde, pubblicati dalla Marvel Comics. È il violento e crudele padre di Bruce Banner, con detto dei suoi abusi in cui è la causa importante per aver indotto al figlio a sviluppare un disturbo dissociativo dell'identità come mezzo per potenziare se stesso, da questo desiderio di scagliarsi contro i suoi aguzzini, sarebbe nato il supereroe potenziato dai raggi gamma, noto come Hulk.

## Biografia del personaggio
Fin da bambino, Brian Banner e le sue due sorelle (Elaine e Susan) e la loro madre sono stati vittime dagli abusi fisici, mentali e psicologici del loro violento padre alcolizzato, Brian considerava suo padre un mostro e credeva di aver ereditato un "gene del mostro" da lui, e così promise a se stesso che non avrebbe mai avuto figli, per paura di mettere al mondo un altro stendardo.
Da adulto, Brian è stato sposato con una donna di nome Rebecca, ha conseguito un brillante medico scienziato in fisica e ha trovato lavoro a Los Alamos, nel Nuovo Messico, lavorando per il governo degli Stati Uniti su un progetto che sviluppa un modo pulito per creare energia nucleare. Lo stress del suo lavoro alla fine ha portato Brian a diventare un uomo terribilmente brutale, violento, alcolizzato, meschino, psicopatico, viscido, crudele, implacabile, egoista, arrogante, paranoico, perverso e mentalmente instabile, e spesso si scagliava contro coloro che lo circondavano. Un giorno, mentre era ubriaco al lavoro, Brian ha accidentalmente sovraccaricato alcuni macchinari, provocando un'esplosione che gli è costata il lavoro. Nonostante il suo voto di non avere mai figli, Brian ha messo incinta Rebecca, che ha dato alla luce il loro figlio unico, Robert Bruce Banner. Brian credeva che Bruce avesse ereditato sia il "gene del mostro" che difetti genetici dovuti all'incidente a Los Alamos, quindi lo ignorò completamente e cercò di tenergli lontana Rebecca. Spesso lasciava Bruce alle cure della negligente infermiera Meachum. Quando una mattina di Natale, Bruce si svegliò e aprì un prezioso regalo di sua madre, un modello complesso, lo montò facilmente nonostante la sua giovane età. Questo convinse Brian che le sue supposizioni su Bruce erano corrette. Di conseguenza, ha picchiato violentemente Bruce e anche Rebecca, dopo che la donna è venuta ad aiutare il figlio. Dopo aver sopportato diversi anni di abusi violenti da parte di Brian, Rebecca ha tentato di scappare da lui con Bruce, ma sfortunatamente vengono scoperti da quest'ultimo, mentre sua moglie e suo figlio hanno preparato l'auto poco prima della loro fuga, e ha fracassato la testa di Rebecca contro il marciapiede, uccidendola a sangue freddo davanti al piccolo Bruce. Brian riuscì a impedire a Bruce di testimoniare contro di lui al suo processo per l'omicidio di Rebecca, dicendo minacciosamente che se lo avesse fatto, sarebbe andato all'inferno. Terrorizzato, Bruce ha spergiurato, testimoniando che suo padre non ha mai abusato di lui o di Rebecca e che sua madre ha cercato di scappare senza motivo. Brian è sfuggito alla condanna per mancanza di prove, ma subito dopo viene successivamente arrestato dai due poliziotti. Dopo essersi ubriacato, Brian si è vantato contro di aver infranto la legge facendo il prepotente con suo figlio, e il folle parente gli ha maledetto e minacciato di ucciderlo che lo avrebbe preso per questo, mentre viene portato via scalciando e urlando. Nel frattempo, il povero Bruce viene lasciato e affidato alle buone cure di sua zia Susan, ora conosciuta come la signora Drake.
Dopo quindici anni di reclusione, Brian, ritenuto idoneo alla reintroduzione nella società, viene rilasciato alle cure di un riluttante Bruce. Vivere con Bruce ha fatto ricominciare le delusioni di Brian e, nell'anniversario della morte di Rebecca, Brian e Bruce si sono scatenati in un combattimento verbale e fisico sulla tomba di Rebecca in una notte tempestosa. Durante il violento scontro, Bruce uccise accidentalmente Brian facendolo cadere a capofitto contro la lapide di Rebecca. Bruce represse i ricordi della permanenza di Brian con lui e della sua successiva morte, facendosi credere che, mentre i due combattevano sulla tomba di Rebecca, Brian lo avesse semplicemente picchiato e se ne fosse andato, venendo poi ucciso dai rapinatori.
Il fantasma di Brian Banner avrebbe continuato a perseguitare l'alter ego di Bruce, Hulk, dopo la sua morte, apparendo spesso per schernirlo, affermando che Bruce non era migliore di lui stesso; i supercriminali come Guilt Hulk, Devil Hulk, il Teschio Rosso e Mentallo userebbero anche l'immagine di Brian Banner contro Hulk nel tentativo di indebolirlo. Una trama importante ha visto il Teschio Rosso usare la tecnologia di manipolazione mentale per far vedere il Fenomeno a Hulk come suo padre per usare lui stesso ad attaccare gl altri eroi, ma questo piano fallì quando il Fenomeno lodò gli sforzi di Hulk, qualcosa che il vero Brian non aveva mai fatto.
Quando Bruce Banner e Hulk furono fusi di nuovo insieme dopo gli eventi di Heroes Reborn, Bruce si ritrovò all'inferno, dove incontrò diversi, vecchi avversari, tra cui suo padre, Brian. Bruce era terrorizzato da Brian, il Capo e il Maestro. Alla fine si è opposto a suo padre, attaccandolo e strangolandolo prima di essere riportato sulla Terra da un'immagine di sua moglie, Betty Ross. Avendo affrontato suo padre, la persecuzione di Bruce nei suoi confronti cessa.
Quando Bruce iniziò a soffrire del morbo di Lou Gehrig, Mister Fantastic (il leader dei Fantastici Quattro), per curarlo (basato su una cura creata dal Capo), fece riesumare il cadavere di Brian Banner, così da raccogliere parte del suo DNA. Con i campioni risultanti, Mister Fantastic è riuscito a curare Hulk, istruendo Ant-Man (Scott Lang) a rimpicciolirsi fino al punto in cui può inserire i campioni genetici di Brian nel DNA di Banner, con l'ondata di energia rilasciata quando Hulk è tornato alla forma umana infondendo il DNA sano con il proprio sistema. Bruce successivamente ha visitato la tomba di suo padre e si lamenta della sua confusione sui suoi sentimenti per suo padre, notando il fatto che ora doveva la sua vita all'uomo nonostante i suoi vecchi problemi con lui.
In Avengers: L'Iniziativa, Trauma, che ha il potere di trasformarsi nella peggiore paura di un avversario, ha adottato le sembianze di Brian da usare contro Hulk durante gli eventi della serie World War Hulk. Di recente, Bruce ha insinuato che l'uccisione di suo padre non sia stato in realtà un incidente, notando durante uno scontro con Wolverine e Daken che è riuscito a evitare di causare morti innocenti quando si scatena nei panni di Hulk, a parte quelle occasioni in cui è sotto il controllo o l'influenza di qualcos'altro e suggerendo che è improbabile che avrebbe commesso un simile "errore" nella sua forma umana più limitata. In modo indiretto, la memoria di Brian portò anche Bruce a interrompere la sua lotta con suo figlio Skaardopo che Hulk fu ripristinato dopo la battaglia finale con L'Iniziativa, Bruce riconobbe che non poteva continuare il combattimento con Skaar, indipendentemente da quanto entrambe le parti potessero "meritare" di morire, senza diventare di nuovo suo padre.
Durante la trama di "Chaos War", il malvagio Brian Banner è tornato dalla morte e ha finito per affrontare di nuovo Hulk insieme all'Abominio dopo quello che è successo ai regni della morte. Brian si è trasformato in un ibrido Guilt Hulk/Devil Hulk, mentre lo fa. Quando Brian tentò di uccidere di nuovo Rebecca, Hulk finì per combatterlo al fianco di Skaar. Brian si è nutrito della rabbia di Hulk nei suoi confronti, diventando più forte. È solo quando l'amore perduto di Hulk, Jarella, gli dice di ricordare il suo amore per lei che la marea cambia. Hulk invece si concentrò sulle emozioni positive ispirate dal resto dei suoi alleati e alla fine sconfisse Brian.
Brian Banner è tornato tra i vivi come un fantasma che possiede Sasquatch e lo mette su tutte le furie. Questa furia attira Hulk. Dopo aver scoperto che suo padre è dietro il possesso e aver appreso il motivo per cui il membro della Riot Squad Jailbait ha perso il controllo dei suoi poteri, Hulk ha posto fine al complotto di Brian prosciugando l'energia gamma da Sasquatch abbastanza da farlo regredire a Walter Langkowski. Ciò è stato fatto a costo di intrappolare apparentemente Brian Banner nel corpo di Hulk. È stato rivelato che il fantasma di Brian Banner era stato istruito da un essere chiamato One Below All quando l'Uomo Assorbente nel suo alias Red Dog ha assorbito parte dell'energia gamma di Hulk.
Mentre si trova nel Posto Inferiore mentre studia la Porta Verde, il Capo incontra il malvagio padre di Bruce Banner che vuole che il Capo lo aiuti a fuggire dal Posto Inferiore. Invece, il Capo vuole solo rimuove lo scheletro di Brian Banner per una delle sue ricerche.

## Altre versioni

### House of M
Nella sequenza temporale alternativa della trama di "House of M" (2005), Brian D. Banner crede che Bruce sia un mutante creato attraverso le radiazioni con cui ha sperimentato e tenta di ucciderlo. Uccide Rebecca quando lei si mette sulla sua strada. Prima che possa fare del male al giovane Bruce, Brian viene colpito a morte dalla polizia che arriva sulla scena. Questo è molto simile allo scenario del film.

### Terra-8816
Durante la trama di "Devil's Reign", è stato rivelato che esisteva una variazione di Brian Banner sulla Terra-8816 dove ha persino abusato di Otto Banner.

## Poteri e abilità
Brian Banner ha un grande intelletto geniale come medico scienziato.
Quando Brian è stato resuscitato dai demoni dell'infernale One Below All durante la trama di Chaos War, Brian ha acquisito la capacità di trasformarsi in una replica ibrida di Guilt Hulk e Devil Hulk. Mentre era in questo stato, Brian possedeva le forze e i poteri rispetto a quanto sono potenti che lo percepiva suo figlio Bruce.
In forma di fantasma, Brian può possedere esseri con poteri gamma per tormentare Bruce, apparendo come le sue allucinazioni in modo per schernirlo.

## Altri media

### Televisione
- Brian, ribattezzato solo con il nome di D.W. Banner, compare nell'episodio "Ritorno a casa" della serie televisiva L'incredibile Hulk (1977), interpretato da John Marley.

### Cinema
- Brian, ribattezzato solo con il nome di David "Dave" Banner, è l'antagonista principale del film Hulk (2003), interpretato da Nick Nolte. Il nome del personaggio cattivo (come dichiarato dal regista Ang Lee) si chiama semplicemente il Padre. Nel film, David è un ricercatore di genetica che, nella sua ricerca per migliorare l'umanità, sperimenta su se stesso. Dopo che sua moglie Edith ha dato alla luce Bruce, David vede che Bruce non è normale e si sente responsabile. Si rende conto che i suoi esperimenti su se stesso hanno influenzato Bruce, che mostra a malapena emozione e guadagna chiazze di pelle verde quando è ferito o arrabbiato. Durante il tentativo di trovare una cura per le condizioni di Bruce, David viene interrotto nella sua ricerca dal cinico e paranoico Generale Thaddeus "Thunderbolt" Ross. Nella sua rabbia per la perdita del suo lavoro e la disperazione della situazione di Bruce, David distrugge il suo laboratorio per impedire ai militari di utilizzare i dati e cerca di uccidere Bruce con un coltello di cucina in mano, credendo che Bruce muterà senza controllo. Invece, uccide accidentalmente Edith quando lei ha cercato di fermarlo. Bruce viene preso in affidamento, con i ricordi della morte di sua madre che furono bloccati, e David è rinchiuso in un istituto psichiatrico. Trent'anni dopo, dopo essere stato rilasciato dall'istituto e dopo che Bruce è diventato Hulk, David, convinto che Hulk fosse il suo "vero figlio", mette alla prova Hulk inviando i suoi tre Cani Gamma per uccidere Betty Ross (l'amante di Bruce e la figlia del generale). Dopo che Hulk sconfigge i suoi mostruosi cani, il folle scienziato tenta di replicare i poteri di Hulk con le abilità simili dei due supercriminali come l'Uomo Assorbente e Zzzax. Dopo che sia lui che Bruce sono stati catturati dai militari, David, nei panni dell'Uomo Assorbente, ingaggia Hulk in un duro scontro finale e viene ucciso da una combinazione di assorbimento di radiazioni gamma da Hulk e un missile esplosivo per ordine del Generale Ross.
- In una scena tagliata nel film del Marvel Cinematic Universe Thor: Ragnarok (2017), Brian Banner viene indirettamente menzionato dal figlio Bruce.

### Videogiochi
- David Banner viene solo menzionato nel videogioco Hulk (sequel videoludico dell'omonimo film).